# Dinophalus idiocrana
Dinophalus idiocrana là một loài bướm đêm trong họ Geometridae.